# ドンク
株式会社ドンク（英文社名：DONQ Co.,LTD.）は、兵庫県神戸市東灘区に本社を置く日本の製パン企業である。「ドンク」は同社が展開するベーカリーの店舗ブランドである。パンのほかに洋菓子の製造と販売も手掛ける。
1905年（明治38年）に神戸市兵庫区で創業し、本店を神戸市中央区三宮町に置く。

## 概要
製パンで各店舗で粉から生地を仕込み、成形して焼き上げるまでの全工程を一貫して行う方式を「スクラッチ方式」と称する。ドンクは「スクラッチベーカリー」であることを特徴とする。日本の多くのベーカリーチェーンはパンメーカーが予め製造した冷凍パン生地を使用する「ベークオフ方式」を採用している。
店名は創業者の性格が猪突猛進するドン・キホーテ (Don Quixote) に似ていたことによる。

## 沿革
- 1905年（明治38年）8月8日 - 創業者の藤井元治郎が、神戸市兵庫区柳原[2]のJR兵庫駅近傍の御旅筋商店街で、長崎から職人を招聘してドンク前身の「藤井パン」を開店し、三菱重工業神戸造船所で働く外国人技術者や工員にパンを販売して成功する。
- 1919年（大正8年） - 藤井元治郎が44歳で他界し、息子の藤井全蔵が2代目として藤井パンを継承する。[要出典]
- 1923年（大正12年）- 藤井パン2号店を、神戸市兵庫区湊川トンネル西口角[2]で開店する。
- 1947年（昭和22年）4月 - 藤井幸男[注釈 1]が3代目として事業を継承し、三宮町柳筋4丁目へ店舗を移転[2]する。この際に店名を「ドンク」とする[2]。
- 1949年（昭和24年）- 帝国ホテルの製菓チーフを務めた井上松蔵が製菓部門初代職長に就任する[2]。
- 1951年（昭和26年）
  - 2月28日 - 株式会社へ改組して株式会社ドンクを設立[2]する。
  - 7月 - 三宮本店を三宮センター街トアロード角に開店[2]する。
- 1954年（昭和29年） - レイモン・カルベルが初来日して神戸で国際パン技術講習会を開催[2]し、日本に初めて本格的なバゲット、クロワッサン、ブリオッシュなどを紹介する[2]。カルベルのパンに感動した藤井幸男は試作を繰り返す。
- 1964年（昭和39年） - カルベルが来日し、ドンクに可能性を見て弟子のフィリップ・ビゴを日本に招聘する。
- 1965年（昭和40年）4月 - ドンクが東京国際見本市でフランスパンの製造を担当し、フィリップ・ビゴが実演者として来日する。見本市で使用したフランス製機材をドンクが引き取り、三宮町2丁目にフランスパン専門工場を建設するとビゴはドンクに入社して技術指導[2]し、のちに芦屋でビゴの店を設立する。
- 1966年（昭和41年）8月 - 東京1号店として東京都港区に青山店を出店[2]する。周辺地域に在住する欧米人らの需要も高く、店外から職人の仕事が見える店舗設計もありフランスパンが人気を得る。
- 1970年（昭和45年）
  - 3月 - 9月 - ドンクが大阪万博に出店[2]し、半年間で1億7千万円を売り上げて全国的に知名度を高める。
  - 8月 - 日本フランスパン友の会を創設する。
- 1983年（昭和58年）5月 - 「ジョアン」ブランド第1号店、東京都中央区に銀座ジョアン店を開店[2]する。
- 1985年（昭和60年）
  - 5月 - 海外第1号店として、香港そごう店を開店[2]する。
  - 10月 - 「マリー・カトリーヌ」ブランド第1号店、京阪マリー・カトリーヌ店を開店[2]する。
- 1991年（平成3年）- 台湾第1号店、台湾新光三越南京西路店を開店[2]する。
- 1995年（平成7年）1月17日 - 阪神・淡路大震災により被災し、本社屋が全壊する[2]。
- 1996年（平成8年）5月 - 本社屋を再建[2]する。
- 1998年（平成10年）10月10日 - 神戸市東灘区に岡本グルメ館を開店する。
- 2001年（平成13年）
  - 2月 - 『フランスパン・世界のパン 本格製パン技術―ドンクが教える本格派フランスパンと世界のパン作り』を出版[2]（旭屋出版、ISBN 978-4751102503）する。
  - 2月28日 - 法人設立50周年を迎える[2]。
- 2005年（平成17年）8月8日 - 創業100周年を迎える[2]。
- 2010年（平成22年）3月 - 六甲アイランド工場でISO 9001認証を取得[2]する。
- 2012年（平成24年）8月31日 - 東京1号店の青山店を閉店[6]する。
- 2015年（平成27年）2月28日 - 県民百貨店閉店に伴い出店していたドンクの店舗を閉店[7]する。

## 主要店舗

### ドンクブランド
- 直営店
  - 三宮本店（登記本店） - 神戸市中央区三宮町2丁目10-19
  - 岡本グルメ館 - 神戸市東灘区岡本1丁目8-21
  - 北白川店 - 京都市左京区北白川山田町1-1
  - カフェ&バールDQ 東京丸の内店 - 東京都千代田区丸の内2丁目1-1、丸の内マイプラザ
  - 福住店 - 札幌市豊平区福住2条1丁目3-33
  - 札幌円山店 - 札幌市中央区大通西25丁目1-2
- 過去の店舗
  - 青山店 - 東京都港区北青山3丁目11-7、Aoビル

## ドンク以外のブランド
- Sanremo（サンレモ）- 主にイタリア発酵菓子のブランド。
- L'ami du Blé（ラミ・デュ・ブレ）- オリーブ・オイル、スープなどを販売するブランド。
- Mini One（ミニワン）- クロワッサンの計量販売。
- 松蔵ポテト - スイートポテトの製造販売。
- Johan（ジョアン）- パンの製造販売。
- Marie-Catherine（マリー・カトリーヌ）- パンの製造販売。
- Dominique Geulin（ドミニック・ジュラン）- パンの製造販売。
- MOISAN（モワザン）- パンの製造販売。
- JARDIN de F（ジャルダン・ド・フランス）- パンの製造販売。
- Art de Pain（アール・ドゥ・パン）- パンの製造販売。
- D donut（ディードーナツ）

## 小田急グループとの業務提携
株式会社ドンクは2021年12月21日、首都圏で「HOKUO」ブランドのベーカリーを運営する株式会社北欧トーキョー（小田急グループ）の親会社である小田急電鉄と業務提携に関する基本協定書を締結。2022年2月28日に北欧トーキョーの全店舗は営業を終了し、3月15日に小田急線沿線の10店舗をドンクへ譲渡して3月下旬からドンクの店舗として営業を開始する。
2022年2月現在、ドンクも小田急グループのショッピングセンター内の新百合ヶ丘エルミロード店をはじめ、西武池袋店、立川ルミネ店、そごう横浜店、西武東戸塚店、川崎ラゾーナ店、ららぽーと海老名店、大船アトレ店など、北欧トーキョーの店舗と隣接する地域に出店している。

## 不祥事
2013年12月、東京工場でパート従業員3人に対し最長で月139時間の時間外労働を行わせた上、残業代の支払いを一部にとどめていたことが明らかとなり、亀戸労働基準監督署は、ドンクおよび東京工場の元工場長を労働基準法違反の容疑で2015年3月に書類送検した。